# Király Bálint
Király Bálint (Nagysajó, 1944. február 20. –) kémia-fizika szakos középiskolai tanár, magyar politikus, Kazincbarcika polgármestere (1994–2006). Kazincbarcika Város Díszpolgára.

## Életrajz
1944. február 20-án született az észak-erdélyi Nagysajón. A Magyarországra visszatelepített család – a vasutas apa és a háztartásbeli anya – három gyermekével több településen is megfordultak. Laktak: Szakolykerten, Püspökladányban, Balmazújvárosban, Ófehértón, Túristvándiban. Nyírbátorban fejezte be az általános iskolát, majd az itteni Báthory István Gimnáziumban érettségizett 1962-ben.
A Kossuth Lajos Tudományegyetemen 1967-ben szerzett kémia-fizika szakos középiskolai tanári diplomát. 1970-ben szervetlen kémiából doktorált summa cum laude: Az átmeneti fémek aminosavakkal alkotott komplexeinek termodinamikai vizsgálatából.
1967-től kezdett tanítani a mándoki gimnáziumban, 1968-ban Miskolcra költözött, és onnan járt ki tanítani Kazincbarcikára a 105. Számú Szakmunkásképző Intézetbe. 1970-ben Kazincbarcikán telepedett le. A Borsod-Abaúj-Zemplén Megyei Tanács Művelődési Osztályán két évig dolgozott.
1974-től 1995-ig az Irinyi János Vegyipari Szakközépiskola igazgatója volt.
1989-ben többedmagával megalakította az MSZP kazincbarcikai szervezetét, helyi majd – rövid ideig – megyei elnöke a pártnak. 1990-ben indult az országgyűlési választásokon, de a választókörzetében a 3. helyen végzett. 1994-ben választották meg Kazincbarcika polgármesterének. Erre a tisztségre még kétszer újraválasztották (1998-ban és 2002-ben).
1965-ben nősült, két gyermek (Zita, Bálint) édesapja. Első feleségétől 1990-ben vált el.
2006-ban a Magyar Köztársasági Érdemrend Lovagkeresztje polgári tagozata elismerésben részesült.
2010-ben a Lehet Más a Politika színeiben indult az országgyűlési választáson, de nem került be a Parlamentbe.
2020. augusztus 20-án Kazincbarcika díszpolgárává választották.